# 旗下营站
旗下营站，位于中國内蒙古自治区乌兰察布市卓资县福生庄乡，邮政编码012314，建于1923年，是唐包铁路集包段的一个车站。离北京站617公里，离包头站215公里。距上行车站蒙古营站6公里，距下行车站民族站11公里。该站隶属呼和浩特铁路局集宁车务段。办理客运业务（旅客乘降；行李、包裹托运）和货运业务（办理整车，不办理危险货物发到），为四等车站，本站及相邻上下行区间均为电气化区段。